# Paul Ludwig Landsberg
Paul Ludwig Landsberg (3. prosince 1901 Bonn – 2. dubna 1944 Oranienburg) byl německý filosof, představitel křesťanského personalismu. Zabýval se hlavně povahou lidské osoby a otázkami jednání, svobody a smrtelnosti.
Landsberg se narodil v rodině profesora práv a rektora bonnské univerzity. Jeho rodiče bylo Židé, ale oba své syny dali pokřtít; starší bratr padl ve Světové válce. Landsberg vystudoval filosofii v Kolíně n/R. u M. Schelera, inspiroval se také K. Jaspersem a přednášel na univerzitě v Bonnu. Byl mezi prvními, kdo veřejně vystupovali proti nacismu a hned roku 1933 odešel se ženou do Švýcarska, kde však nemohl působit, a tak odejel do Španělska, kde přednášel na univerzitě v Barceloně; už roku 1936 musel opět odejít, tentokrát do Paříže, kde spolupracoval s francouzskými personalisty kolem časopisu Esprit. Roku 1940 byl jako Němec internován, ale před příchodem Wehrmachtu se mu podařilo uprchnout za manželkou do jižní Francie, kde žil v ilegalitě. V březnu 1943 byl zatčen gestapem a brzy na to zahynul v táboře v Oranienburgu u Berlína. Jeho tragický osud popsala M. Siebecke.
Napsal knihu o Platónské akademii (1923), Pascalovo povolání (1925), Úvod do filosofické antropologie (1934), Zkušenost smrti (1937) a těsně před zatčením studii Morální problém sebevraždy. Ačkoli věřící křesťan, polemizoval zde proti odmítavému stanovisku církve vůči sebevrahům a když žil v ilegalitě, nosil u sebe stále jed. Když byl však zatčen, nakonec jej nepoužil a zahynul jako tolik jiných vězňů v táboře.